# 코데인
코데인(codeine) 또는 3-메틸모르핀(3-methylmorphine, 메틸화 모르핀의 자연 이성질체의 하나)은 기침약으로서 통증 및 설사 치료에 사용되는 아편제이다.
아편 추출물로서 진해제, 진통제 혹은 항바이러스제로 쓰인다. 모르핀보다는 중독성이 적으므로 마약으로 분류되지 않는다. 아편에 함유된 알칼로이드 중 3퍼센트를 차지하며 두 번째로 많으므로, 법적으로 '한외마약'으로 등재되어 있다. 해외에선 린(Lean)이라고 하여, 스프라이트에 코데인을 섞어 음료로 마시기도 한다.
코데인은 1832년 피에르 로비케가 발견하였다.